# Hipercolesterolemia
Hipercolesterolemia é o aumento da concentração de colesterol no sangue.
 É uma forma de hiperlipidemia (concentração elevada de lípidos no sangue) e hiperlipoproteinemia (concentração elevada de lipoproteínas no sangue).
Uma vez que o colesterol é insolúvel em água, o seu transporte no plasma é feito por partículas de proteínas denominadas lipoproteínas. As lipoproteínas plasmáticas são classificadas de acordo com a sua densidade: as de muito baixa densidade (VLDL), de baixa densidade (LDL), de densidade intermédia (IDL) e de elevada densidade (HDL). Embora todas as lipoproteínas transportem colesterol, uma maior concentração de lipoproteínas que não HDL (e sobretudo LDL) está associada a um risco acrescido de aterosclerose e doença coronária. Por outro lado, uma maior concentração de colesterol HDL tem efeitos protetores.
O aumento de concentração de colesterol não-HDL e de colesterol-LDL no sangue pode ser uma consequência da dieta, obesidade, doenças genéticas hereditárias (como mutações do recetor de LDL em hipercolestrolemia familiar) ou a presença de outras doenças como a diabetes ou hipotiroidismo. Geralmente recomenda-se a diminuição de gorduras saturadas na dieta para diminuir o colesterol total e LDL no sangue. Em pessoas com colesterol muito elevado, como na hipercolestrolemia familiar, o cuidado com a dieta é muitas vezes insuficiente para conseguir a diminuição desejada de LDL, pelo que geralmente se torna necessária a administração de medicamentos que diminuem a produção ou absorção de colesterol. Em caso de necessidade clíncia, estão também disponíveis outros tipos de tratamento, como a aferese de LDL ou a cirurgia para subtipos particularmente graves de hipercolestrolemia familiar.

## Sinais e sintomas

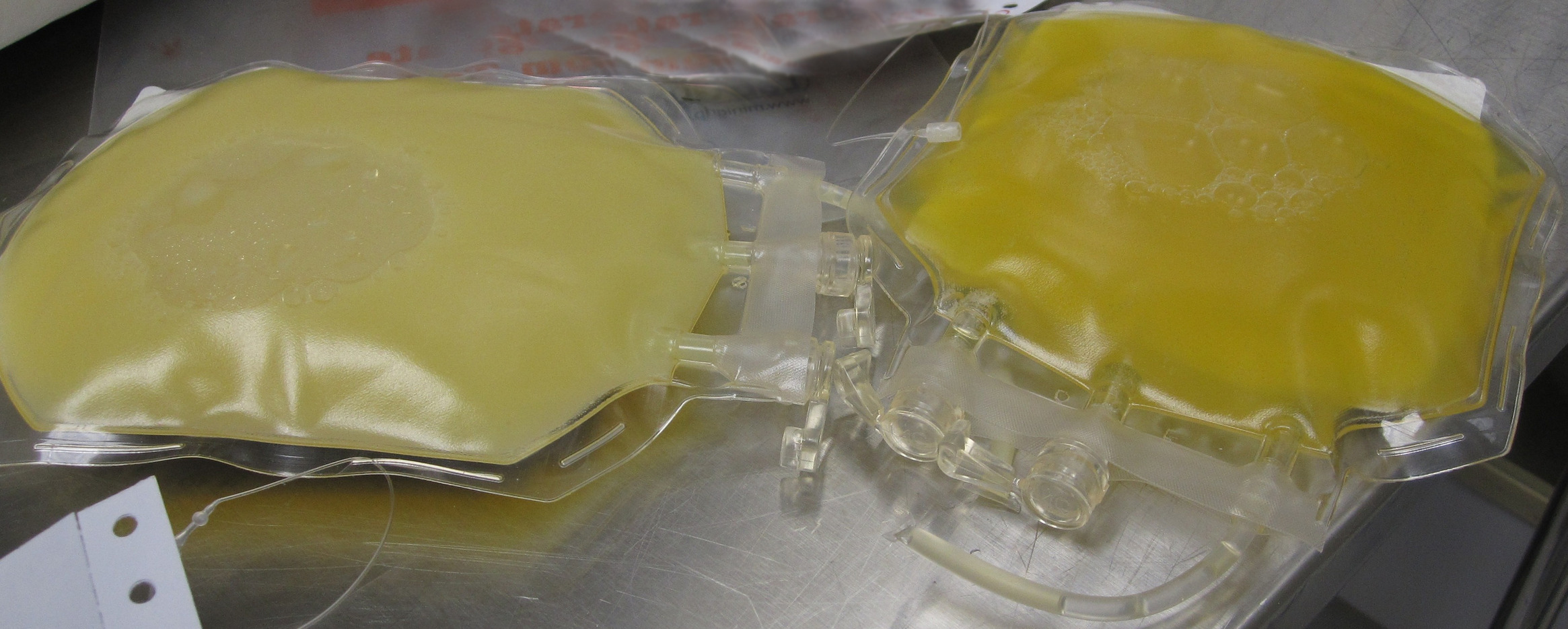
Comparação de plasma sanguíneo de pacientes com hipercolesterolemia (mais amarelo e gorduroso) com o de um paciente saudável.

Embora a hipercolesterolemia em si seja assintomática, a longo prazo o aumento do colesterol no sangue pode causar aterosclerose. Ao longo de um período de décadas, os níveis continuamente altos de colesterol contribuem para a formação de placas ateromatosas nas artérias. Isto pode provocar estenose progressiva (estreitamento) ou bloqueio completo das artérias envolvidas. As placas mais pequenas podem também provocar a formação de um coágulo que obstrua a passagem do sangue. Um bloqueio súbito de uma artéria coronária pode causar um enfarte do miocárdio ou ataque cardíaco. Um bloqueio de uma artéria que irrigue o cérebro pode provocar um acidente vascular cerebral. Se o desenvolvimento do estreitamento ou bloqueio for gradual, o fornecimento de sangue aos tecidos e orgãos vai diminuindo lentamente até provocar a insuficiência desse órgão. A este ponto, esta restrição de fornecimento de sangue (isquemia) pode manifestar-se através de sintomas específicos. Por exemplo, a isquemia temporária do cérebro (denominada acidente isquémico transitório) pode manifestar-se através de perda temporária de visão, tonturas, perda de equilíbrio, afasia (dificuldade em falar), paresia (fraqueza) e parestesia (formigueiro), geralmente de um dos lados do corpo. O fornecimento insuficiente de sangue ao coração pode manifestar-se através de dores no peito, enquanto que ao olho se pode manifestar através de perda temporária de visão num dos olhos, e à perna se pode manifestar pela dor ao caminhar e nos intestinos como dor após a ingestão.
Alguns tipos de hipercolesterolemia têm consequências físicas específicas. Por exemplo, a hipercolesterolemia familiar pode estar associada a xantelasma (manchas amarelas nas pálpebras), arco senil (descoloração branca ou cinzenta da córnea periférica), e xantoma (depósitos de material amarelado rico em colesterol) nos tendões, especialmente nos dedos. A hiperlipidemia do tipo III pode estar associada a xantoma das palmas, joelhos e cotovelos.

## Causas
Os fatores ambientais incluem: consumo regular de comidas gordurosas e falta de exercícios. Os fatores genéticas são normalmente devido a efeitos aditivos de múltiplos genes, embora, ocasionalmente, pode ser devido a um defeito genético único, como no caso de hipercolesterolemia familiar.
Doenças que aumentam o risco incluem:
- Diabetes mellitus tipo 2;
- Obesidade;
- Álcool;
- Gamopatia monoclonal;
- Síndrome nefrótica;
- Icterícia obstrutiva;
- Hipotireoidismo;
- Síndrome de Cushing;
- Compulsão alimentar (TCAP);
- Doenças renais.

Dentre os medicamentos que aumentam colesterol incluem alguns diuréticos, ciclosporina, glicocorticoides, betabloqueadores, ácido retinoico e alguns anticoncepcionais. O Tabagismo também influencia, indiretamente, por diminuir o HDL, popularmente conhecido como ¨colesterol bom¨. 
A aterosclerose é a principal causa do infarto agudo do miocárdio e do derrame cerebral. Ela não depende apenas do colesterol, mas também de outros fatores, como:
- Hipertensão arterial
- Envelhecimento
- Tabagismo
- Sedentarismo

Todos estes fatores devem ser visto de maneira equilibrada, já que a doença final é resultante da interação de todos eles.

## Diagnóstico

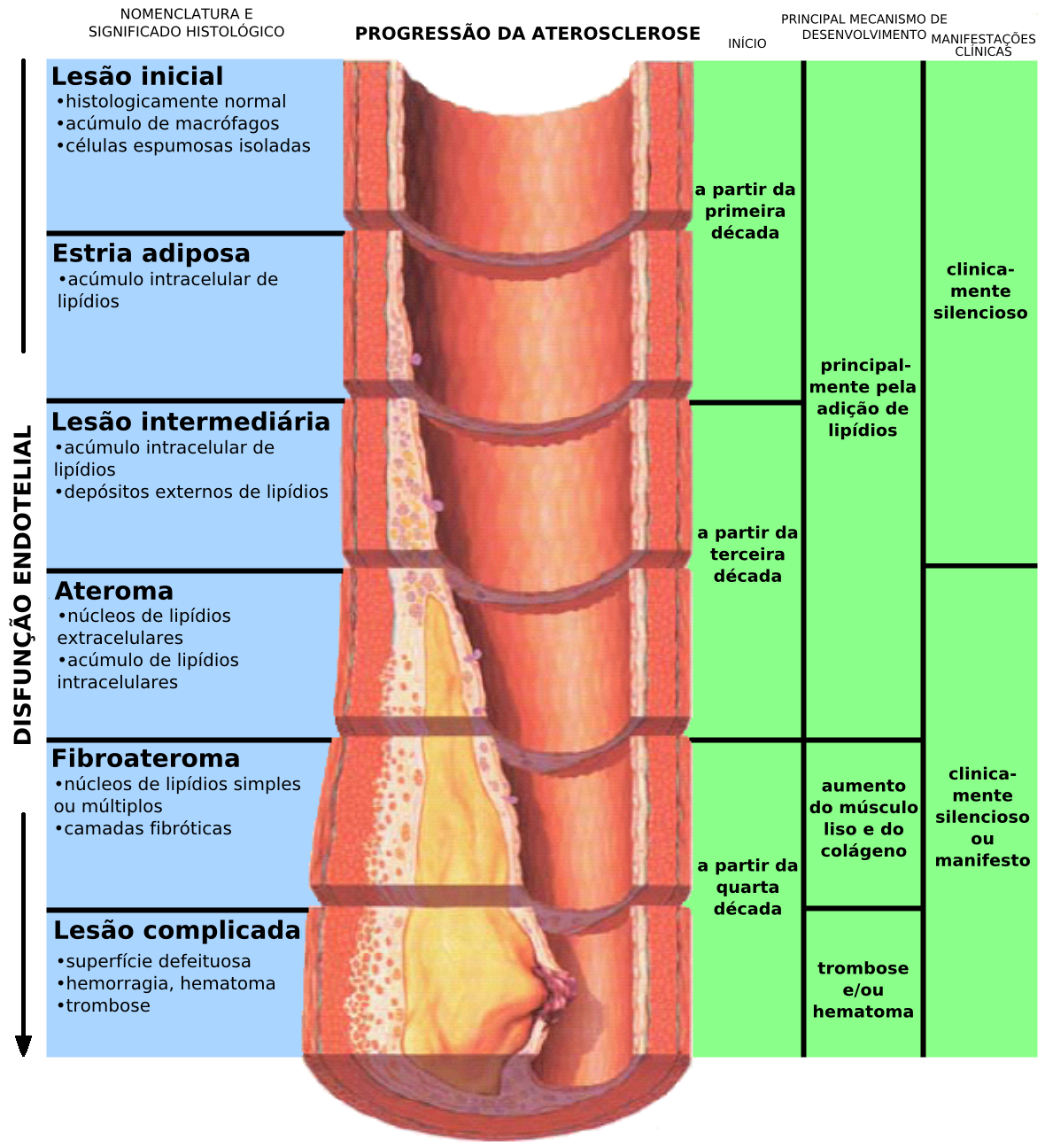
Normalmente só é descoberto após as doenças cardiovasculares já estarem consolidadas.

A partir da medida da quantidade total do colesterol e de suas frações. O colesterol é transportado em lipoproteínas. Conforme a densidade e tamanho destas lipoproteínas, elas são classificadas em Lipoproteínas de alta densidade (HDL), Lipoproteínas de baixa densidade (LDL) e Lipoproteínas de muito baixa densidade (VLDL).  Os níveis de VLDL e LDL raramente são medidos devido aos custos. Os níveis de VLDL são deduzidos a partir dos níveis de triglicerídeos. A proporção de colestrol transportado nas VLDL é de 20% do total de triglicerídeos do sangue. Os níveis LDL costumam ser estimados através dos outros valores obtidos, através da Fórmula de Friedewald:
As várias lipoproteínas podem também ser analisadas através de eletroforese.

## Tratamento
O tratamento visa atingir metas. As metas são variáveis de pessoa a pessoa, conforme o estado geral de saúde. Por exemplo, no caso de uma mulher de 20 anos, com pressão normal, não fumante, sem história de familiar de doença cardio-vascular, um nível de 230 mg/dL de colesterol total não necessita de tratamento, já que este tratamento muito pouco adicionaria de proteção aquela pessoa, apenas mudanças na dieta pode ser suficiente. Já no caso de um senhor de 56 anos, diabético, com hipertensão arterial e que teve um infarto agudo do miocárdio há 1 ano, mesmos em níveis como 190 mg/dl já se recomenda uso contínuo de medicações para diminuir a chance de um novo infarto.
Possíveis tratamentos incluem:
- Reorientação alimentar;
- Atividade física;
- Perder peso;
- Estabelecer uma rotina de sono e alimentação;

E medicações como:
- Inibidores da hidroxi-metil-glutamil-coenzima-A redutase , as chamadas estatinas.
- Derivados do ácido fíbrico, os chamados fibratos.
- Suplementação de ácidos graxos ômega III.
- Inibidores da captação de colesterol no intestino, seja por inibir a absorção no epitélio do intestino, seja por ligação a resinas que serão eliminadas nas fezes.

O mosaico genético que predispõe a hipercolesterolemia não é modificável. Sempre aquele indivíduo tenderá a elevar o colesterol. Desta maneira o acompanhamento e o tratamento tendem a ser perenes, com os ajustes feitos de tempos em tempos, conforme o envelhecimento da pessoa, o surgimento de outras doenças e modificações nas influências ambientais.

## Epidemiologia
No Brasil, em 2012, cerca de 40% dos brasileiros tinham colesterol alto (acima de 200mg/dl) e cerca de 300 mil mortes por ano, são em decorrência de infartos e derrames. É um problema mais comum depois dos 30 anos e em sedentários, mas também pode afetar pessoas magras, pessoas ativas e jovens. No mundo, aproximadamente 17 milhões de pessoas morrem devido às doenças cardíacas.